# Tomicoproctus
Tomicoproctus är ett släkte av skalbaggar. Tomicoproctus ingår i familjen vivlar.
Kladogram enligt Catalogue of Life:
| Tomicoproctus | \| \| Tomicoproctus burgeoni \| \| \| \| \| \| Tomicoproctus deliratulus \| \| \| \| \| \| Tomicoproctus eichhoffi \| \| \| \| |
|               | \| \| Tomicoproctus burgeoni \| \| \| \| \| \| Tomicoproctus deliratulus \| \| \| \| \| \| Tomicoproctus eichhoffi \| \| \| \| |
|               | Tomicoproctus burgeoni |
|               | |
|               | Tomicoproctus deliratulus |
|               | |
|               | Tomicoproctus eichhoffi |
|               | |